# スーパーシリーズ (アイスホッケー)
スーパーシリーズ（Super Series）は、1976年から1991年までの間、北米でソビエト連邦のアイスホッケーチーム（主に国内リーグ、ソビエト・チャンピオンシップリーグ所属の選手）とNHLチームが対戦した一連の試合。例外として1983年はアイスホッケーソビエト連邦代表が参戦した。シリーズはソビエト連邦のチームが14勝、NHLチームが2勝している。

## カナダのトッププロとソビエト選手とのそれまでの対戦
アイスホッケーカナダ代表はトッププロ選手の出場が許可されなかったため、1970年から1976年まで国際アイスホッケー連盟が主催する国際試合をボイコットしていた。1972年9月にNHLのトップ選手とソビエト連邦代表が対戦するサミット・シリーズが開催された。当時の新聞報道ではソ連が1点でも入れることができたら自分の書いた新聞の記事を食べてみせると豪語する記者も現れるほどNHLチームが圧倒的に有利と見られていたもののシリーズはカナダの4勝3敗1分で終わり、ソビエト連邦のプレーにカナダ人選手たちは驚かされた。1974年にはWHAとソビエト連邦代表が対戦する1974年サミット・シリーズが開催されたがほとんどのケベックの新聞はWHAの惨敗を予想し4勝1敗3分でソビエト連邦代表がシリーズを制した。

## ソビエト/NHLのシリーズ対戦成績
| ソビエトチーム       | NHLチームとの 対戦回数 | ソビエトチーム 勝利回数 | NHLチーム 勝利回数 | 引分 回数 | ソビエトチーム 勝率 | 試合数 | ソビエトチーム 勝利試合数 | NHLチーム 勝利試合数 | 引き分け 試合数 | ソビエトチーム 勝率 |
| -------------------- | ---------------------- | ----------------------- | ------------------ | --------- | ------------------- | ------ | ------------------------- | -------------------- | --------------- | ------------------- |
| CSKAモスクワ         | 6                      | 6                       | 0                  | 0         | 1.000               | 34     | 24                        | 8                    | 2               | 0.735               |
| ディナモ・モスクワ   | 4                      | 4                       | 0                  | 0         | 1.000               | 20     | 10                        | 6                    | 4               | 0.600               |
| クリリャ・ソビエトフ | 3                      | 2                       | 1                  | 0         | 0.667               | 13     | 6                         | 5                    | 2               | 0.538               |
| スパルタク・モスクワ | 1                      | 1                       | 0                  | 0         | 1.000               | 5      | 3                         | 2                    | 0               | 0.600               |
| ソビエト連邦代表     | 1                      | 1                       | 0                  | 0         | 1.000               | 6      | 4                         | 2                    | 0               | 0.667               |
| ヴォスクレセンスク   | 2                      | 0                       | 0                  | 2         | 0.500               | 13     | 6                         | 6                    | 1               | 0.500               |
| ディナモ・リガ       | 1                      | 0                       | 1                  | 0         | 0.000               | 7      | 2                         | 4                    | 1               | 0.357               |
| 合計                 | 18                     | 14                      | 2                  | 2         | 0.833               | 98     | 55                        | 33                   | 10              | 0.612               |

### ソビエトチームとNHLチームの勝敗
| NHLチーム                                         | ソビエトチーム | ソビエトチーム | ソビエトチーム | ソビエトチーム | ソビエトチーム     | ソビエトチーム     | ソビエトチーム | ソビエトチーム | ソビエトチーム | ソビエトチーム | ソビエトチーム     | ソビエトチーム     | ソビエトチーム | ソビエトチーム | 合計 | 合計  |
| NHLチーム                                         | CSKA           | CSKA           | ディナモ       | ディナモ       | クリリャ・ソベトフ | クリリャ・ソベトフ | スパルタク     | スパルタク     | ソ連代表       | ソ連代表       | ヴォスクレセンスク | ヴォスクレセンスク | リガ           | リガ           | 合計 | 合計  |
| NHLチーム                                         | GP             | PCT            | GP             | PCT            | GP                 | PCT                | GP             | PCT            | GP             | PCT            | GP                 | PCT                | GP             | PCT            | GP   | PCT   |
| ------------------------------------------------- | -------------- | -------------- | -------------- | -------------- | ------------------ | ------------------ | -------------- | -------------- | -------------- | -------------- | ------------------ | ------------------ | -------------- | -------------- | ---- | ----- |
| ニューヨーク・レンジャース                        | 3              | 0.000          |                |                | 1                  | 0.000              |                |                |                |                |                    |                    |                |                | 4    | 0.000 |
| モントリオール・カナディアンズ                    | 3              | 0.500          |                |                | 1                  | 1.000              | 1              | 1.000          | 1              | 0.000          | 1                  | 0.000              |                |                | 7    | 0.500 |
| ボストン・ブルーインズ                            | 2              | 0.000          | 2              | 0.000          | 1                  | 0.000              |                |                |                |                | 1                  | 0.000              |                |                | 6    | 0.000 |
| フィラデルフィア・フライヤーズ                    | 2              | 0.500          | 1              | 0.000          | 1                  | 0.500              |                |                | 1              | 0.000          |                    |                    |                |                | 5    | 0.300 |
| ピッツバーグ・ペンギンズ                          | 1              | 1.000          | 3              | 0.167          | 1                  | 0.000              |                |                |                |                |                    |                    |                |                | 5    | 0.300 |
| バッファロー・セイバーズ                          | 2              | 1.000          | 2              | 0.500          | 1                  | 1.000              |                |                |                |                | 1                  | 0.000              |                |                | 6    | 0.667 |
| シカゴ・ブラックホークス                          | 2              | 0.000          |                |                | 1                  | 0.000              |                |                |                |                |                    |                    | 1              | 1.000          | 4    | 0.250 |
| ニューヨーク・アイランダーズ                      | 2              | 0.000          |                |                | 2                  | 0.500              |                |                |                |                | 1                  | 0.500              |                |                | 5    | 0.300 |
| バンクーバー・カナックス                          | 2              | 0.000          | 1              | 1.000          |                    |                    | 1              | 1.000          |                |                |                    |                    | 1              | 1.000          | 5    | 0.600 |
| コロラド・ロッキーズ / ニュージャージー・デビルズ | 1              | 0.000          | 2              | 0.750          |                    |                    | 1              | 0.000          |                |                |                    |                    |                |                | 4    | 0.375 |
| セントルイス・ブルース                            | 1              | 0.000          |                |                |                    |                    | 1              | 0.000          |                |                | 2                  | 0.500              | 1              | 1.000          | 5    | 0.400 |
| アトランタ / カルガリー・フレームス               | 1              | 0.000          | 1              | 1.000          |                    |                    | 1              | 0.000          | 1              | 1.000          | 1                  | 1.000              | 1              | 0.500          | 6    | 0.583 |
| ミネソタ・ノーススターズ                          | 2              | 0.000          |                |                | 1                  | 0.000              |                |                | 1              | 0.000          | 1                  | 1.000              | 1              | 0.000          | 6    | 0.167 |
| デトロイト・レッドウィングス                      | 1              | 0.000          |                |                | 1                  | 1.000              |                |                |                |                | 1                  | 0.000              |                |                | 3    | 0.333 |
| ウィニペグ・ジェッツ                              | 2              | 0.500          | 1              | 0.000          |                    |                    |                |                |                |                |                    |                    |                |                | 3    | 0.333 |
| エドモントン・オイラーズ                          | 2              | 0.500          | 1              | 0.000          |                    |                    |                |                | 1              | 1.000          | 1                  | 1.000              | 1              | 1.000          | 6    | 0.667 |
| ワシントン・キャピタルズ                          |                |                | 2              | 0.750          |                    |                    |                |                |                |                | 1                  | 1.000              | 1              | 1.000          | 4    | 0.875 |
| ケベック・ノルディックス                          | 3              | 0.500          | 1              | 0.000          | 1                  | 0.500              |                |                | 1              | 0.000          |                    |                    |                |                | 6    | 0.333 |
| ロサンゼルス・キングス                            | 1              | 0.000          |                |                |                    |                    |                |                |                |                | 2                  | 0.500              | 1              | 0.000          | 4    | 0.250 |
| ハートフォード・ホエーラーズ                      | 1              | 0.000          | 1              | 0.500          | 1                  | 1.000              |                |                |                |                |                    |                    |                |                | 3    | 0.500 |
| トロント・メープルリーフス                        |                |                | 2              | 0.500          |                    |                    |                |                |                |                |                    |                    |                |                | 2    | 0.500 |
| 合計                                              | 34             | 0.265          | 20             | 0.400          | 13                 | 0.462              | 5              | 0.400          | 6              | 0.333          | 13                 | 0.500              | 7              | 0.643          | 98   | 0.388 |

- GP: 対戦試合数
- PCT: NHLチーム側の勝率

## 1975/76年スーパーシリーズ
このシリーズはソ連のトップクラブとNHLのプロチームの初対戦となった。
CSKAは2勝1敗1分、ソビエトフは3勝1敗でシリーズを制した。
- 1975年12月28日 CSKA 7 - 3 ニューヨーク・レンジャース
- 1975年12月31日 CSKA 3-3 モントリオール・カナディアンズ（全ソチームが1970年に対戦したときはカナディアンズが9-3で勝利した。）[5]この試合でウラディスラフ・トレチャクはソ連が放ったシュート13本に対して、カナディアンズから38本のシュートを浴びたが3-3の引き分けに持ち込む活躍を見せた[6]。
- 1976年1月8日 CSKA 5-2 ボストン・ブルーインズ
- 1976年1月11日 CSKA 1-4 フィラデルフィア・フライヤーズ

CSKAとフライヤーズの対戦ではフライヤーズの選手たちによるラフプレーがあまりにもひどかったため、ソ連のコーチ、コンスタンティン・ロクテフは第1ピリオドで選手をリンクから引き上げさせたが、フライヤーズオーナーがルールに従った試合を約束したため試合は続けられた。この試合に対してボビー・ハルは「スティックは惨殺者になるためにわれわれに与えられているのではなく、観客に楽しい試合を見せるためにあるのだ。」、ニューヨーク・タイムズは「ホッケーにテロが勝った」と評した。一方、こうした声に対してフライヤーズのヘッドコーチ、フレッド・シェロは「非難を浴びているのはわれわれが最強チームだからであり、他のチームよりガッツがあっただけ、断固たる態度がロシア人を圧倒したのだと思っている。」と語った。
- 1975年12月29日 クリリヤ・ソビエトフ 7-4 ピッツバーグ・ペンギンズ
- 1976年1月4日 クリリヤ・ソビエトフ 6-12 バッファロー・セイバーズ
- 1976年1月7日 クリリヤ・ソビエトフ 4-2 シカゴ・ブラックホークス
- 1976年1月10日 クリリヤ・ソビエトフ 2-1 ニューヨーク・アイランダーズ

## 1978年スーパーシリーズ
スパルタク・モスクワが3勝2敗でシリーズを制した。
- スパルタク・モスクワ 0-2 バンクーバー・カナックス
- スパルタク・モスクワ 8-3 コロラド・ロッキーズ
- スパルタク・モスクワ 2-1 セントルイス・ブルース
- スパルタク・モスクワ 2-5 モントリオール・カナディアンズ
- スパルタク・モスクワ 2-1 アトランタ・フレームス

## 1979年スーパーシリーズ
クリリヤ・ソビエトフが2勝1敗1分でシリーズを制した。
- クリリヤ・ソビエトフ 8-5 ミネソタ・ノーススターズ
- クリリヤ・ソビエトフ 4-4 フィラデルフィア・フライヤーズ
- クリリヤ・ソビエトフ 5-6 デトロイト・レッドウィングス
- クリリヤ・ソビエトフ 4-1 ボストン・ブルーインズ

## 1980年スーパーシリーズ
ディナモ・モスクワが2勝1敗1分でシリーズを制した。
- ディナモ・モスクワ 2-6 バンクーバー・カナックス
- ディナモ・モスクワ 7-0 ウィニペグ・ジェッツ
- ディナモ・モスクワ 4-1 エドモントン・オイラーズ
- ディナモ・モスクワ 5-5 ワシントン・キャピタルズ

CSKAが3勝2敗でシリーズを制した。
- CSKA 5-2 ニューヨーク・レンジャース
- CSKA 3-2 ニューヨーク・アイランダーズ
- CSKA 2-4 モントリオール・カナディアンズ
- CSKA 1-6 バッファロー・セイバーズ
- CSKA 6-4 ケベック・ノルディックス

## 1983年スーパーシリーズ
ソ連代表が4勝2敗でシリーズを制した。
- ソ連代表 3-4 エドモントン・オイラーズ
- ソ連代表 3-0 ケベック・ノルディックス
- ソ連代表 5-0 モントリオール・カナディアンズ
- ソ連代表 2-3 カルガリー・フレームス
- ソ連代表 6-3 ミネソタ・ノーススターズ
- ソ連代表 5-1 フィラデルフィア・フライヤーズ

## 1986年スーパーシリーズ
CSKAが5勝1敗でシリーズを制した。
- CSKA 5-2 ロサンゼルス・キングス
- CSKA 6-3 エドモントン・オイラーズ
- CSKA 1-5 ケベック・ノルディックス
- CSKA 6-1 モントリオール・カナディアンズ
- CSKA 4-2 セントルイス・ブルース
- CSKA 4-3 ミネソタ・ノーススターズ

ディナモ・モスクワが2勝1敗1分でシリーズを制した。
- ディナモ・モスクワ 3-4(OT) カルガリー・フレームス
- ディナモ・モスクワ 3-3 ピッツバーグ・ペンギンズ
- ディナモ・モスクワ 6-4 ボストン・ブルーインズ
- ディナモ・モスクワ 7-4 バッファロー・セイバーズ

## 1989年スーパーシリーズ
CSKAが4勝2敗1分でシリーズを制した。
- CSKA 5-5 ケベック・ノルディックス
- CSKA 3-2 ニューヨーク・アイランダーズ
- CSKA 5-4 ボストン・ブルーインズ
- CSKA 5-0 ニュージャージー・デビルズ
- CSKA 2-4 ピッツバーグ・ペンギンズ
- CSKA 6-3 ハートフォード・ホエーラーズ
- CSKA 5-6 バッファロー・セイバーズ

ディナモ・リガは2勝4敗1分でシリーズに敗れた。
- ディナモ・リガ 2-2 カルガリー・フレームス
- ディナモ・リガ 1-2 エドモントン・オイラーズ
- ディナモ・リガ 1-6 バンクーバー・カナックス
- ディナモ・リガ 5-3 ロサンゼルス・キングス
- ディナモ・リガ 0-5 セントルイス・ブルース
- ディナモ・リガ 2-1 ミネソタ・ノーススターズ
- ディナモ・リガ 1-2 ワシントン・キャピタルズ

## 1990年スーパーシリーズ
ヴォスクレセンスクとNHLのシリーズは3勝3敗で引き分けに終わった。
- ヴォスクレセンスク 6-3 ロサンゼルス・キングス
- ヴォスクレセンスク 2-6 エドモントン・オイラーズ
- ヴォスクレセンスク 3-6 カルガリー・フレームス
- ヴォスクレセンスク 4-2 デトロイト・レッドウィングス
- ヴォスクレセンスク 2-5 ワシントン・キャピタルズ
- ヴォスクレセンスク 6-3 セントルイス・ブルース

クリリヤ・ソビエトフは1勝3敗1分でシリーズに敗れた。
- クリリヤ・ソビエトフ 4-5 ニューヨーク・アイランダーズ
- クリリヤ・ソビエトフ 3-4 ハートフォード・ホエーラーズ
- クリリヤ・ソビエトフ 4-4 ケベック・ノルディックス
- クリリヤ・ソビエトフ 3-1 ニューヨーク・レンジャース
- クリリヤ・ソビエトフ 1-2 モントリオール・カナディアンズ

CSKAは4勝1敗でシリーズを制した。
- CSKA 1-4 ウィニペグ・ジェッツ
- CSKA 6-0 バンクーバー・カナックス
- CSKA 4-2 ミネソタ・ノーススターズ
- CSKA 6-4 シカゴ・ブラックホークス
- CSKA 5-4 フィラデルフィア・フライヤーズ

ディナモ・モスクワは3勝2敗でシリーズを制した。
- ディナモ・モスクワ 5-2 ピッツバーグ・ペンギンズ
- ディナモ・モスクワ 7-4 トロント・メープルリーフス
- ディナモ・モスクワ 2-4 バッファロー・セイバーズ
- ディナモ・モスクワ 1-7 ニュージャージー・デビルズ
- ディナモ・モスクワ 3-1 ボストン・ブルーインズ

## 1991年スーパーシリーズ
ヴォスクレセンスクとNHLのシリーズは3勝3敗1分で引き分けに終わった。
- ヴォスクレセンスク 1-5 ロサンゼルス・キングス
- ヴォスクレセンスク 2-4 セントルイス・ブルース
- ヴォスクレセンスク 2-2 ニューヨーク・アイランダーズ
- ヴォスクレセンスク 6-3 モントリオール・カナディアンズ
- ヴォスクレセンスク 5-4 バッファロー・セイバーズ
- ヴォスクレセンスク 5-2 ボストン・ブルーインズ
- ヴォスクレセンスク 4-6 ミネソタ・ノーススターズ

CSKAが6勝1敗でシリーズを制した。
- CSKA  5-2  デトロイト・レッドウィングス
- CSKA  6-1  ニューヨーク・レンジャース
- CSKA  4-2  シカゴ・ブラックホークス
- CSKA  6-4  カルガリー・フレームス
- CSKA  2-4 エドモントン・オイラーズ
- CSKA  6-4  ウィニペグ・ジェッツ
- CSKA  4-3(OT) バンクーバー・カナックス

ディナモ・モスクワが3勝2敗2分でシリーズを制した。
- ディナモ・モスクワ 4-7 トロント・メープルリーフス
- ディナモ・モスクワ 0-0 ハートフォード・ホエーラーズ
- ディナモ・モスクワ 2-2 ニュージャージー・デビルズ
- ディナモ・モスクワ 2-3 ワシントン・キャピタルズ
- ディナモ・モスクワ 4-1 フィラデルフィア・フライヤーズ
- ディナモ・モスクワ 4-3 ピッツバーグ・ペンギンズ
- ディナモ・モスクワ 4-1 ケベック・ノルディックス